# 侯浚吉
侯浚吉（1919年—），上海人。中国翻译家。
早年考入浙江大学，后转入贵州的国立交通大学贵州分校铁道管理专业，1943年毕业。1947年，考入美国西北大学航空管理专业，获硕士学位。1950年秋回国，在华北革命大学学习，后供职于上海编译所、上海译文出版社。译作有《钢与渣》、《诱拐》、《傻瓜威尔逊》、《库密阿克一家》、《格里沙中士案件》、《少年维特之烦恼》、《绿蒂在魏玛》等。